# Oberderdingen
Oberderdingen è un comune tedesco di 10 625 abitanti, situato nel land del Baden-Württemberg.